# Courtrizy-et-Fussigny
Courtrizy-et-Fussigny est une commune française située dans le département de l'Aisne en région Hauts-de-France.

## Géographie
- 1Carte dynamique
- 2Carte OpenStreetMap
- 3Carte topographique

### Hydrographie
La commune est située dans le bassin Seine-Normandie. Elle est drainée par la Buze,.
La Buze, d'une longueur de 20 km, prend sa source dans la commune  et se jette  dans la Souche à Pierrepont, après avoir traversé dix communes.

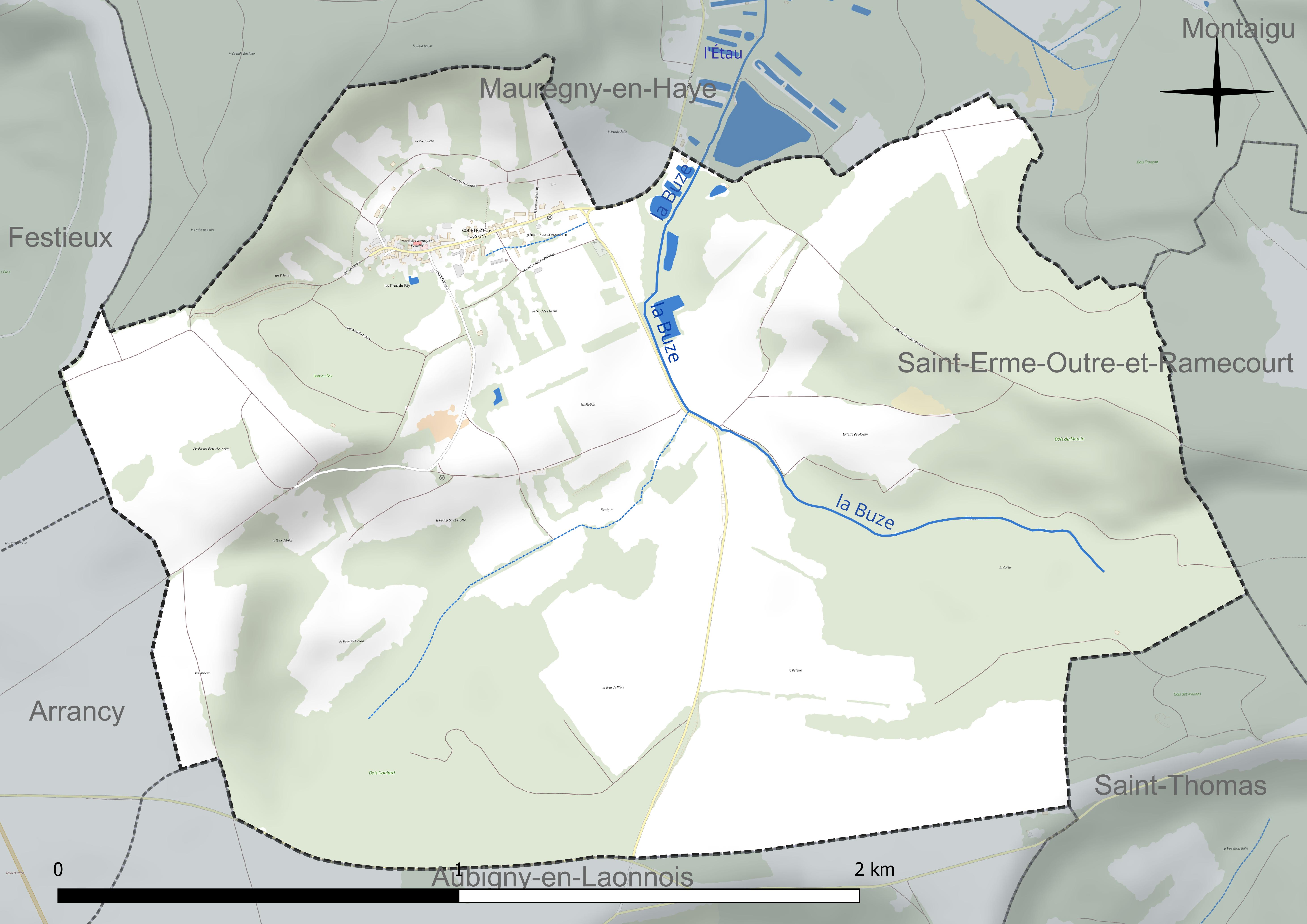
Réseau hydrographique de Courtrizy-et-Fussigny.

### Climat
Pour des articles plus généraux, voir Climat des Hauts-de-France et Climat de l'Aisne.
En 2010, le climat de la commune est de type climat océanique dégradé des plaines du Centre et du Nord, selon une étude du CNRS s'appuyant sur une série de données couvrant la période 1971-2000. En 2020, Météo-France publie une typologie des climats de la France métropolitaine dans laquelle la commune est exposée à un climat océanique altéré et est dans la région climatique Nord-est du bassin Parisien, caractérisée par un ensoleillement médiocre, une pluviométrie moyenne régulièrement répartie au cours de l'année et un hiver froid (3 °C).
Pour la période 1971-2000, la température annuelle moyenne est de 10 °C, avec une amplitude thermique annuelle de 15,3 °C. Le cumul annuel moyen de précipitations est de 768 mm, avec 11,9 jours de précipitations en janvier et 8,4 jours en juillet. Pour la période 1991-2020, la température moyenne annuelle observée sur la station météorologique la plus proche, située sur la commune de Martigny-Courpierre à 8 km à vol d'oiseau, est de 10,7 °C et le cumul annuel moyen de précipitations est de 734,4 mm,. Pour l'avenir, les paramètres climatiques de la commune estimés pour 2050 selon différents scénarios d'émission de gaz à effet de serre sont consultables sur un site dédié publié par Météo-France en novembre 2022.

## Urbanisme

### Typologie
Au 1er janvier 2024, Courtrizy-et-Fussigny est catégorisée commune rurale à habitat dispersé, selon la nouvelle grille communale de densité à 7 niveaux définie par l'Insee en 2022.
Elle est située hors unité urbaine et hors attraction des villes,.

### Occupation des sols
L'occupation des sols de la commune, telle qu'elle ressort de la base de données européenne d'occupation biophysique des sols Corine Land Cover (CLC), est marquée par l'importance des territoires agricoles (49,8 % en 2018), une proportion identique à celle de 1990 (49,8 %). La répartition détaillée en 2018 est la suivante : 
forêts (43,4 %), terres arables (43,3 %), zones urbanisées (6,7 %), zones agricoles hétérogènes (6,5 %).
L'évolution de l'occupation des sols de la commune et de ses infrastructures peut être observée sur les différentes représentations cartographiques du territoire : la carte de Cassini (XVIIIe siècle), la carte d'état-major (1820-1866) et les cartes ou photos aériennes de l'IGN pour la période actuelle (1950 à aujourd'hui).

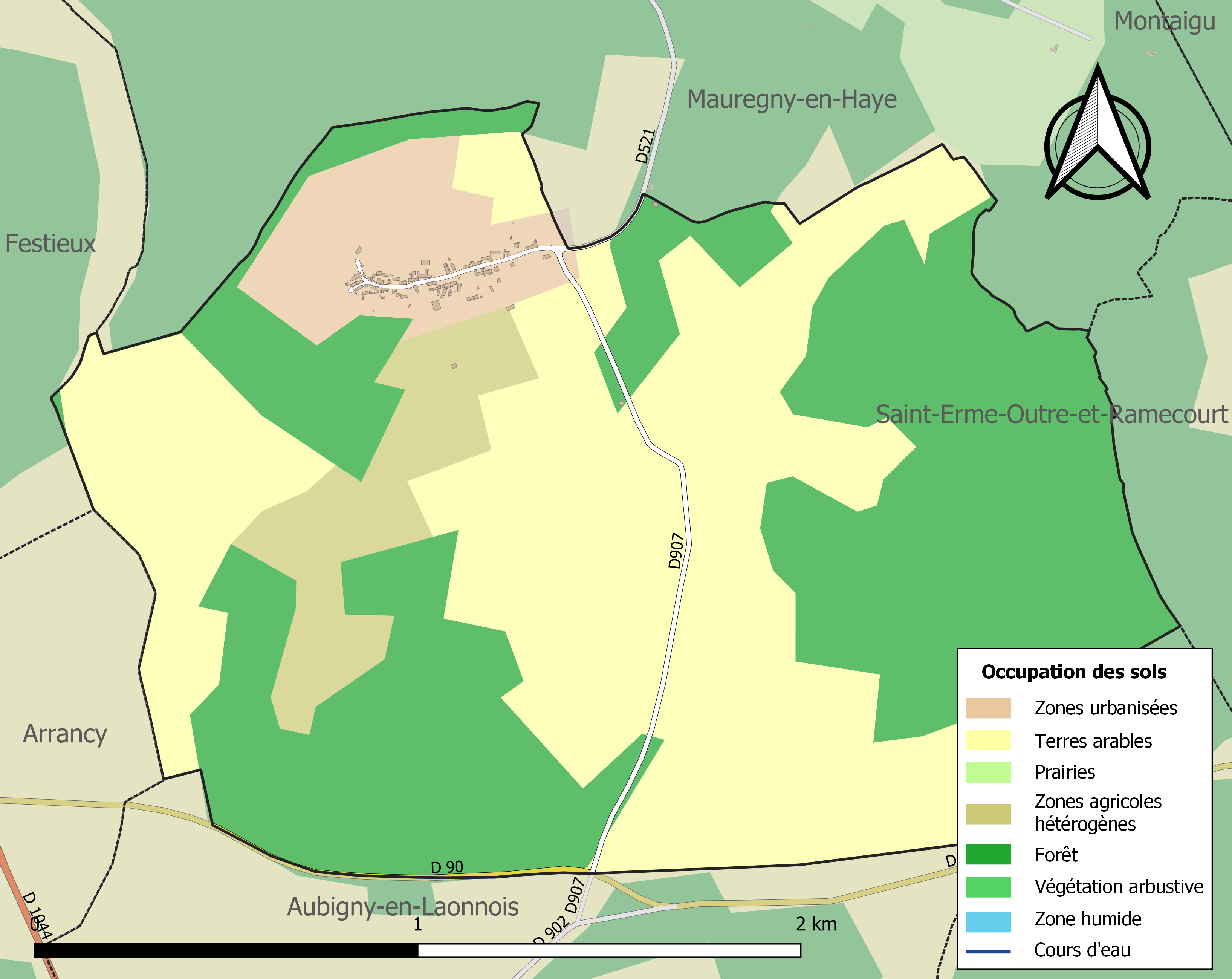
Carte des infrastructures et de l'occupation des sols de la commune en 2018 (CLC).

## Toponymie
Courtrizy est attesté sous les formes BCurtesie (1178) ; Courtesis (1205) ; Courtysis (1234) ; Cortisis (1236) ; Cortesis (1255) ; Courtisis (XIIIe siècle) ; Courtisis (1384) ; Courtrisi (1474) ; Courtrisy (1536).
Fussigny, ancien hameau de la commune, est attesté sous les formes Fussengies (1148) ; Fussegnies (1148) ; Fussenie (1178) ; Fusegniis (1180) ; Fusegnies, Fussegnis (1235) ; Fussignis (1247) ; Fussignies (XIIIe siècle) ; Fussignys (1497).

## Politique et administration

### Découpage territorial
La commune de Courtrizy-et-Fussigny est membre de la communauté de communes de la Champagne Picarde, un établissement public de coopération intercommunale (EPCI) à fiscalité propre créé le 22 décembre 1995 dont le siège est à Saint-Erme-Outre-et-Ramecourt. Ce dernier est par ailleurs membre d'autres groupements intercommunaux.
Sur le plan administratif, elle est rattachée à l'arrondissement de Laon, au département de l'Aisne et à la région Hauts-de-France. Sur le plan électoral, elle dépend du canton de Villeneuve-sur-Aisne pour l'élection des conseillers départementaux, depuis le redécoupage cantonal de 2014 entré en vigueur en 2015, et de la première circonscription de l'Aisne  pour les élections législatives, depuis le dernier découpage électoral de 2010.

### Administration municipale
Le nombre d'habitants de la commune étant inférieur à 100, le nombre de membres du conseil municipal est de 7.

#### Liste des maires
| Période                                  | Période                       | Identité             | Étiquette | Qualité                                             |
| ---------------------------------------- | ----------------------------- | -------------------- | --------- | --------------------------------------------------- |
| avant 1875                               | après 1876                    | Lambert              |           |                                                     |
| Les données manquantes sont à compléter. |                               |                      |           |                                                     |
| avant 1988                               | juin 1995                     | Marie-Thérèse Allibe |           |                                                     |
| juin 1995                                | mars 2008                     | Patrick Galinier     |           |                                                     |
| mars 2008                                |                               | Alain Larre          | UDI       |                                                     |
| avant mars 2012                          | 2014                          | Gilles Leroy         |           |                                                     |
| 2014                                     | En cours (au 2 décembre 2020) | Chopin Ludovic       |           | Profession libérale Réélu pour le mandat 2020-2026, |

## Démographie
L'évolution du nombre d'habitants est connue à travers les recensements de la population effectués dans la commune depuis 1793. Pour les communes de moins de 10 000 habitants, une enquête de recensement portant sur toute la population est réalisée tous les cinq ans, les populations de référence des années intermédiaires étant quant à elles estimées par interpolation ou extrapolation. Pour la commune, le premier recensement exhaustif entrant dans le cadre du nouveau dispositif a été réalisé en 2005.

En 2022, la commune comptait 76 habitants, en évolution de +16,92 % par rapport à 2016 (Aisne : −1,97 %, France hors Mayotte : +2,11 %).
| 1793 | 1800 | 1806 | 1821 | 1831 | 1836 | 1841 | 1846 | 1851 |
| ---- | ---- | ---- | ---- | ---- | ---- | ---- | ---- | ---- |
| 200  | 240  | 224  | 225  | 245  | 242  | 248  | 366  | 345  |

| 1856 | 1861 | 1866 | 1872 | 1876 | 1881 | 1886 | 1891 | 1896 |
| ---- | ---- | ---- | ---- | ---- | ---- | ---- | ---- | ---- |
| 336  | 342  | 315  | 317  | 145  | 316  | 145  | 284  | 126  |

| 1901 | 1906 | 1911 | 1921 | 1926 | 1931 | 1936 | 1946 | 1954 |
| ---- | ---- | ---- | ---- | ---- | ---- | ---- | ---- | ---- |
| 114  | 109  | 97   | 87   | 75   | 84   | 73   | 59   | 56   |

| 1962 | 1968 | 1975 | 1982 | 1990 | 1999 | 2005 | 2006 | 2010 |
| ---- | ---- | ---- | ---- | ---- | ---- | ---- | ---- | ---- |
| 77   | 68   | 49   | 63   | 58   | 66   | 76   | 75   | 67   |

| 2015 | 2020 | 2022 | - | - | - | - | - | - |
| ---- | ---- | ---- | - | - | - | - | - | - |
| 66   | 74   | 76   | - | - | - | - | - | - |

## Culture locale et patrimoine

### Lieux et monuments
- Église de la Vierge de Courtrizy-et-Fussigny.

## Pour approfondir